# Cirkel van Stammler

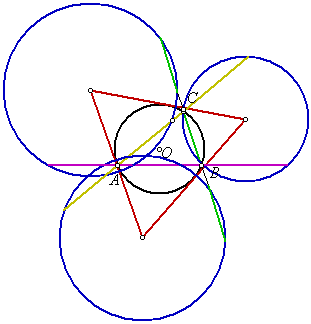
De cirkels van Stammler (blauw) en de omgeschreven cirkel.

Een cirkel van Stammler is een van de omgeschreven cirkel verschillende cirkel die van de zijden (verlengd) van een driehoek ABC koorden afsnijdt even lang als de corresponderende zijde. Daarmee is een cirkel van Stammler een verhoudingssnijdende cirkel. Bij elke driehoek zijn er drie cirkels van Stammler. De cirkels van Stammler zijn vernoemd naar de Duitse wiskundige Ludwig Stammler.

## Middelpunten
De middelpunten van de cirkels van Stammler vormen een gelijkzijdige driehoek, waarvan de zijden evenwijdig lopen aan die van de driehoek van Morley, en die de omgeschreven cirkel als ingeschreven cirkel heeft.
Elk middelpunt ligt ten opzichte van één zijde tegenover het middelpunt van de omgeschreven cirkel. De cirkel van Stammler met middelpunt tegenover het middelpunt van de omgeschreven cirkel ten opzichte van zijde BC wordt de A-cirkel van Stammler genoemd. Evenzo zijn er de B- en C-cirkels van Stammler.
Barycentrische coördinaten voor het middelpunt van de A-cirkel van Stammler zijn
{\displaystyle \left(a\left(\cos \alpha -2\cos {\frac {\beta -\gamma }{3}}\right):b\left(\cos \beta +2\cos {\frac {\beta +2\gamma }{3}}\right):c\left(\cos \gamma +2\cos {\frac {2\beta +\gamma }{3}}\right)\right).}

## Stralen
De A-cirkel van Stammler heeft straal
{\displaystyle R_{A}=R{\sqrt {1+8\cos \left({\frac {\beta -\gamma }{3}}\right)\cos \left({\frac {\beta +2\gamma }{3}}\right)\cos \left({\frac {2\beta +\gamma }{3}}\right)}}.}
Voor de stralen van de cirkels van Stammler gelden de volgende formules:
- {\displaystyle R_{A}^{2}+R_{B}^{2}+R_{C}^{2}=9R^{2},}
- {\displaystyle {\frac {1}{R_{A}^{2}}}+{\frac {1}{R_{B}^{2}}}+{\frac {1}{R_{C}^{2}}}={\frac {3(a^{2}+b^{2}+c^{2})}{a^{2}b^{2}+a^{2}c^{2}+b^{2}c^{2}}},}
- {\displaystyle R_{A}R_{B}R_{C}=R{\sqrt {a^{2}b^{2}+a^{2}c^{2}+b^{2}c^{2}}}.}

## Evenwijdige koorden
Met de snijpunten van een cirkel van Stammler met de zijden van ABC kunnen drie koorden worden gevormd die alle drie evenwijdig lopen met de verbindingslijn van de middelpunten van de andere twee cirkels van Stammler. De lengte van de langste van deze koorden is gelijk aan de som van de lengtes van de twee andere koorden.